# Nicolas de Grigny
Nicolas de Grigny /nikɔˈla də ɡʁiˈɲi/ (Reims, 8 settembre 1672 – Reims, 30 novembre 1703) è stato un organista e compositore francese, uno dei principali compositori francesi per organo del suo tempo.
L'opera organistica di De Grigny si erge all'apice della musica barocca per organo francese. Suoi "rivali", nei termini di scienza musicale e ispirazione religiosa, furono François Couperin e Louis Marchand.

## Biografia
Nato a Reims nel 1672 da una famiglia di musicisti: suo nonno, un suo zio e suo padre furono organisti in diverse chiese di Reims. Studiò con Nicolas Lebègue, e nel 1693 divenne organista titolare a Saint-Denis, vicino a Parigi. Egli si sposò nel 1695 e successivamente ebbe 7 figli. Tornò a Reims nel 1696, dove, un anno dopo divenne organista della chiesa di Notre-Dame di Reims. Incarico che tenne fino alla sua prematura morte, nel 1703, quando aveva solo 31 anni.
La sola musica ritrovata del maestro francese è un grande volume di musiche per organo, il Premier livre d'orgue, contenente una serie di messe e 5 inni per laudi e vespri, in numerosi versi: Veni Creator (5 versi), Pange lingua (3 versi), Verbum supernum (4 versi), Ave maris stella (4 versi), e A solis ortus (3 versi). Johann Sebastian Bach ammirava la sua opera a tal punto che la ricopiò a mano per poterla studiare.

## Media
- " Point d'Orgue sur les Grands Jeux ", organo François-Henri Clicquot, Souvigny You Tube